# 1,1-Dicloroetano
1,1-Dicloroetano é um composto de fórmula química C2H4Cl2.